# Parasociale relatie
Een parasociale relatie (parasociaal: bestaand naast het sociale) is een eenzijdige relatie tussen een persoon en een publiek figuur of fictief personage. Terwijl de persoon tijd en energie besteedt aan de relatie en het gevoel heeft de ander te kennen, weet de ander niet van diens bestaan af.

## Achtergrond
De term parasociale relatie werd voor het eerst gebruikt in 1956 in het artikel Mass Communication and Para-Social Interaction: Observations on Intimacy at a Distance dat ging over de band die kijkers voelden met nieuwslezers en acteurs in films en televisieprogramma's. Op het moment dat kijkers rechtstreeks werden aangesproken, zogenoemde parasociale interactie, voelden zij zich sterker betrokken bij de interactie op televisie. Als de talkshowhost sprak zoals deze zou doen in een persoonlijk gesprek was de kans op het ontstaan van een parasociale relatie het grootst.
Mensen kunnen parasociale relaties ontwikkelen met publieke figuren waaronder acteurs, zangers, televisiepresentatoren, sporters, influencers, bloggers, gamers en fictieve personages. Onderzoekers stellen dat parasociale relaties al duizenden jaren bestaan, zo hadden mensen parasociale relaties met onder meer farao's en goden. Een parasociale relatie lijkt meestal op een vriendschappelijke relatie, maar kan ook lijken op een liefdesrelatie. Daarnaast is het ook mogelijk een negatieve parasociale relatie te ontwikkelen. Geschat wordt dat ongeveer 51% van de Amerikanen een parasociale relatie heeft gehad.
Door middel van sociale media en reality-tv krijgen buitenstaanders een persoonlijker beeld van publieke figuren. Daarnaast zorgt het internet er ook voor dat parasociale relaties kunnen toenemen. Doordat het door sociale media gemakkelijker is om in contact te komen met publieke figuren, worden parasociale relaties intiemer. Tijdens de coronapandemie steeg het gebruik van technologie voor communicatie, waardoor de grenzen tussen sociale en parasociale relaties vervaagden en de waarde van parasociale relaties toenam.

## Effect

### Positieve gevolgen
Een parasociale relatie is een uitbreiding van een bestaand sociaal netwerk. Psychologisch gezien wordt een parasociale relatie op dezelfde manier ervaren als een reguliere relatie en kan leiden tot een gevoel van verbinding. In tegenstelling tot in een wederkerige relatie ervaart men in een parasociale relatie geen gevoel van afwijzing. Daarnaast heeft een parasociale relatie geen verplichtingen of verantwoordelijkheden en is deze gemakkelijk te onderhouden. Een parasociale relatie kan als gevolg hebben dat een persoon zich aangemoedigd en ondersteund voelt en positieve veranderingen bewerkstelligt in diens leven.
Volgens psycholoog en wetenschapper Monique Timmers zijn extraverte en sociale mensen eerder geneigd parasociale relaties te ontwikkelen. Personen met een vermijdende hechtingsstijl ontwikkelen vaker parasociale relaties met fictieve televisiepersonages die positieve karaktereigenschappen hebben. Deze personages kunnen dienen als rolmodellen wat een effectieve copingstrategie kan zijn.
Een studie uit 2017 wees uit dat parasociale relaties adolescenten kan helpen bij de ontwikkeling van hun persoonlijkheid en autonomie. Daarnaast kan het een positief effect opleveren op het gebied van gemoed, zelfvertrouwen en zelfbeeld.

### Negatieve gevolgen
Als de persoon zich realiseert dat de relatie eenzijdig is kan dit een gevoel van teleurstelling opleveren. Ook kunnen parasociale relaties een vervanging worden voor relaties in het dagelijks leven. Binnen parasociale relaties is er geen sprake van sociale controle, waardoor ongewoon of ongewenst gedrag niet wordt gecorrigeerd. Daarnaast kunnen personen emotioneel afhankelijk worden van de persoon met wie zij een parasociale relatie hebben, wat kan leiden tot mentale problemen.

## Effect op publieke figuren
Parasociale relaties worden door veel publieke figuren gestimuleerd, omdat dit kan leiden tot een succesvollere carrière. Ook ervaren zij veel emotionele steun van hun fans. Parasociale relaties kunnen ingezet worden voor marketing of het creëren van bewustzijn, omdat personen het gevoel hebben dat zij advies krijgen van een vriend of vriendin.
Tegelijkertijd kunnen publieke figuren druk ervaren doordat fans door hun parasociale relatie het gevoel krijgen recht te hebben op persoonlijke informatie. Als zij de gewenste informatie niet verkrijgen, kan dit leiden tot heftige reacties.

### Stans
Een parasociale relatie met een beroemdheid kan leiden tot een sterk gevoel van betrokkenheid, net als in een reguliere vriendschap of relatie. Hierdoor kan het voorkomen dat personen zich inlaten in het privéleven en de persoonlijke keuzes van de beroemdheid.
Zangeres Taylor Swift vroeg haar fans om haar ex-vriend John Mayer niet lastig te vallen. Ook de Amerikaanse zangeres Selena Gomez en het Amerikaanse model Hailey Bieber hebben fans gevraagd zich niet te bemoeien met hun relatie. Zij ontvingen beiden doodsbedreigingen en nare opmerkingen van fans die als doel hadden de ene persoon tegen de ander te verdedigen. Volgens klinisch psycholoog Lynn Zubernis zijn deze fans voorbeelden van personen die geen reguliere parasociale relatie hebben, maar mentale problemen hebben, te jong zijn om te beseffen wat zij doen, of behoren bij een groep obsessieve fans die bekend staan als stans ("stalker-fans").

## Parasociale rouw
Als een persoon met wie iemand een parasociale relatie heeft komt te overlijden, wordt er ook wel gesproken over 'parasociale rouw'. De rouwgevoelens bij parasociale rouw zijn hetzelfde als die bij 'gewone' rouw. Het verliezen van een persoon waarmee een parasociale band bestond kan daarom aanvoelen als het verliezen van een familielid.